# Девіс (Західна Вірджинія)
Девіс (англ. Davis) — місто (англ. town) в США, в окрузі Такер штату Західна Вірджинія. Населення — 600 осіб (2020).

## Географія
Девіс розташований за координатами 39°7′37″ пн. ш. 79°27′45″ зх. д. / 39.12694° пн. ш. 79.46250° зх. д. (39.126826, -79.462547).  За даними Бюро перепису населення США в 2010 році місто мало площу 4,74 км², уся площа — суходіл.

## Демографія
Згідно з переписом 2010 року, у місті мешкало 660 осіб у 305 домогосподарствах у складі 173 родин. Густота населення становила 139 осіб/км².  Було 425 помешкань (90/км²).
Расовий склад населення:
| - 98,0 % — білих - 0,5 % — корінних американців |

До двох чи більше рас належало 1,1 %. Частка іспаномовних становила 0,9 % від усіх жителів.
За віковим діапазоном населення розподілялося таким чином: 17,7 % — особи молодші 18 років, 65,8 % — особи у віці 18—64 років, 16,5 % — особи у віці 65 років та старші. Медіана віку мешканця становила 46,1 року. На 100 осіб жіночої статі у місті припадало 88,6 чоловіків;  на 100 жінок у віці від 18 років та старших — 89,2 чоловіків також старших 18 років.
Середній дохід на одне домашнє господарство  становив 52 959 доларів США (медіана — 36 250), а середній дохід на одну сім'ю — 71 972 долари (медіана — 71 500). Медіана доходів становила 34 844 долари для чоловіків та 25 500 доларів для жінок. За межею бідності перебувало 16,0 % осіб, у тому числі 39,0 % дітей у віці до 18 років та 9,8 % осіб у віці 65 років та старших.
Цивільне працевлаштоване населення становило 369 осіб. Основні галузі зайнятості: мистецтво, розваги та відпочинок — 20,6 %, будівництво — 13,8 %, освіта, охорона здоров'я та соціальна допомога — 12,2 %.